# Grypomachaerota breviceps
Grypomachaerota breviceps is een halfvleugelig insect uit de familie Machaerotidae. De wetenschappelijke naam van deze soort is voor het eerst geldig gepubliceerd in 1919 door Baker.